# (48479) 1991 XF
(48479) 1991 XF là một tiểu hành tinh vành đai chính. Nó được phát hiện bởi Seiji Ueda và Hiroshi Kaneda ở Kushiro, Hokkaidō, Nhật Bản, ngày 4 tháng 12 năm 1991.